# نجيل
النَّجِيل أو الثِّيل أو عِرق النجيل (الاسم العلمي: Cynodon) هو جنس من النباتات العشبية المعمرة يتبع الفصيلة النجيلية من رتبة القبئيات.

## أنواع النجيل
- نجيل إصبعي
- نجيل أثيوبي
- نجيل أعوج
- نجيل باربيري
- نجيل ترانسفالي
- نجيل شعاعي
- نجيل صغير العصفة
- نجيل طبري
- نجيل كورسي
- نجيل ماغنيسي
- نجيل مرن الساق
- نجيل مضفر السنابل
- نجيل ناقص